# Liste der Kulturgüter im Kanton Obwalden
Die Liste der Kulturgüter im Kanton Obwalden bietet eine Übersicht zu Verzeichnissen von Objekten unter Kulturgüterschutz in den 7 Gemeinden des Kantons Obwalden. Die Verzeichnisse enthalten Kulturgüter von nationaler, regionaler und lokaler Bedeutung.
- Alpnach
- Engelberg
- Giswil
- Kerns
- Lungern
- Sachseln
- Sarnen